# Avinesh Suwamy
Avinesh Suwamy (22 februari 1983) is een voormalige Fijisch voetballer die bij voorkeur als middenvelder speelt.    

## Carrière
Op 12 augustus 2005 in de thuiswedstrijd tegen India maakte Suwamy zijn debuut voor Fiji voetbalelftal. Hij begon basis in de wedstrijd en hij deed hele wedstrijd mee. De wedstrijd ging gewonnen met 1-0. Esala Masi scoorde toen een doelpunt vanuit penalty voor Fiji.  Hij heeft 17 wedstrijden gespeeld en 3 doelpunten gescoord voor zijn nationale ploeg.
Suwamy werd genoemd als een 'De Fijisch David Beckham' vanwege zijn krachtige schoten en geweldige vaardigheden bij vrije trappen.  In 2022 ging Suwamy naar Nadi FC. 
Suwamy beëindigde zijn voetbalcarrière in 2023.